# Rick & Morty's Thanksploitation Spectacular
Amortycan Grickfitti je 6. epizoda 5. série amerického seriálu Rick a Morty. V USA měla premiéru 25. července 2021, v ČR tentýž den na HBO GO.
Epizodu režíroval Douglas Finar Olsen a scénář napsal James Sicilliano.

## Obsah epizody
Na Den díkůvzdání se Rick a Morty vloupají do vládní budovy, kde sídlí Ústava, a hledají v ní údajnou mapu pokladu. Morty omylem pomocí laserové řezačky zničí sklo, které ji obklopuje, samotnou Ústavu, Lincolnův památník, Zvon svobody a Sochu svobody a robot ukrytý uvnitř sochy začne řádit. Vláda je uvězní uvnitř Smithova domu.
Rick a Prezidentka oba uvedou své oddělené plány, jak získat prezidentskou milost/ zastavit Ricka na svých večírcích. V minulosti se Rick proměnil v krocana a dostal od Prezidenta milost, proto Prezident vyslal několik obrněných vozů, z nichž pouze jeden obsahuje prezidentské krocany a bude střežen mariňáky. Rick má v plánu proklouznout na palubu tak, že se před jejich příjezdem promění v krocana, protože lidské oko nedokáže rozpoznat krocaní tvář, ale Prezident má řešení: promění několik mariňáků v krocany, kteří všichni spolknou kapsle, které je identifikují jako lidi v krocaní podobě.
Rick a Morty se promění v krocany a odlákají pozornost vojáků obklopujících jejich dům pomocí robotů. Přistanou na střeše náklaďáku, omráčí dva krocaní mariňáky a zamaskují se pomocí mariňáckých sluchátek. Prezident, který si uvědomí Rickovu lest, se promění v krocana a vstoupí do ohrady, kde krocani čekají, až budou vybráni k omilostnění. Okamžitě pozná Ricka a oba se poperou. Při potyčce Rick vyrazí prezidentovu identifikační kapsli, kterou spolkne náhodný krocan. Mariňáci vytáhnou špatného krocana a vstříknou mu Prezidentovu DNA, která ho promění v drsnější, mírně opeřenou verzi Prezidenta. Zbývající krocani jsou posláni do podzemní komory, kam se dostanou ti neprominutí, a setkají se s Franklinem Rooseveltem, zmutovaným vakcínou proti obrně, z něhož se stal velký hybrid člověka a pavouka. Rick a Morty se promění zpět v lidi a Morty upálí FDR zaživa.
Krocan-prezident začne vyrábět velké svalnaté křížence krocana a člověka jako strážce a prodává státy, přičemž zisk dává kongresu, aby je nasytil. Na scénu přicházejí Rick, Morty a nyní již lidský prezident, ale kongres, kterému se líbí nové vůdcovství krůtího prezidenta, odhlasuje jeho ponechání. Všichni tři utečou od krocaních strážců a dají si večeři na Den díkůvzdání v Rickově domě, kde Rick a Prezident probírají, co dál. Skupina ve zprávách pozoruje, že Krocan-prezident mění všechny krocany, které může, na krocaní strážce, přičemž někteří jsou velcí jako mrakodrapy. Prezident shromáždí své mariňáky a zinscenují plán na vniknutí do “Krypty nového světa” pod Lincolnovým památníkem.
Skupina se probojuje přes krocany a Prezident, Rick a Morty se dostanou do krypty. Piktogramy na stěnách krypty prozrazují, že Američané bojovali s krocaními dinosaury po celá staletí. V 15. století na Zemi nouzově přistála skupina mimozemšťanů, kteří krocany zahnali a někteří se zachovali i v dnešní době. Prezident je osvobodí a ukáže se, že jde o dvě rasy mimozemšťanů – jednu, která se podobá poutníkům, a druhou, která se podobá původním obyvatelům Ameriky, dříve spolu válčící, ale nyní je spojuje nenávist ke krocanům. Snadno zmasakrují krocaní strážce, zatímco trojice se setká s krocaním prezidentem, který pošle Washingtonův památník do vesmíru s připojeným paprskem, který mění krocany v lidi. Rick a Morty letí do vesmíru, aby ho zastavili, zatímco Prezident bojuje se svým krocaním protějškem.
Rick bojuje s dalšími krocaními strážci ve vesmíru, zatímco Morty nakonec zničí Památník stejným laserovým řezačem z úvodu. Prezident porazí krůtího prezidenta, který se v posledním pokusu o jeho zabití vyhodí do vzduchu. Když Prezident pošle mimozemšťany zpátky do podzemí, aby se uložili k zimnímu spánku, Morty si posteskne, že teď neví, co si má myslet o Americe, když ví, že byla postavena na zádech mimozemšťanů. Prezident mu při pohledu na zničený památník a hořící trávu kolem něj řekne, aby cítil vděčnost.
Ve scéně po titulcích se manželka mariňáka, která vyjádřila obavy, že se její manžel promění v krocana, s ním a jejich dítětem nakupuje. Převrhne se košík s borůvkami a manžel prožívá psychózu způsobenou posttraumatickou stresovou poruchou z doby, kdy byl krocanem, klesá k zemi a klove do borůvek. Zatímco přihlížející lidé přihlížejí a poznamenávají, že za jeho zdravotní péči nezaplatí, manželka pláče.